# Ekapa curvipes
Ekapa curvipes is een spinnensoort uit de familie van de Entypesidae. De wetenschappelijke naam van de soort werd voor het eerst geldig gepubliceerd in 1902 door Purcell.